# François Simon (acteur)
Pour les articles homonymes, voir Simon et François Simon.
Michel Simon, dit François Simon, est un acteur et metteur en scène suisse, né le 16 août 1917 à Genève où il est mort le 5 octobre 1982.
Il est le fils de l'acteur Michel Simon.

## Biographie
Le père de François Simon, Michel Simon, quitte sa mère alors qu'il est âgé d’un an.
François Simon commence sa carrière chez Charles Dullin et Georges Pitoëff, à Paris (1936-1938) et, à la mort de ce dernier, il signe sa première mise en scène, Le Pain dur de Paul Claudel. Durant cette période, il fréquente également les mercredis de Jean-Louis Barrault. En 1939, il fait une première apparition au cinéma dans le film Circonstances atténuantes de Jean Boyer, dont son père Michel Simon joue l'un des rôles principaux. Entre 1943 et 1946, sous le nom de Michel Simon Fils, il anime la « Compagnie des Cinq » avec sa compagne Jutta et avec William Jacques.
En 1945, il épouse Jutta Simon et, en 1946 à Paris, il tient le rôle du soldat dans L'Histoire du soldat, de Charles-Ferdinand Ramuz et Igor Stravinsky. De 1948 à 1954, il participe à l'aventure du premier « Théâtre de poche » de Genève, dirigé par Fabienne Faby et William Jacques puis, en 1955, il réunit un groupe théâtral éphémère, « L'Avant Scène », avant de monter avec Philippe Mentha, en 1957, un Hamlet. En 1957, il joue dans l'un des meilleurs films suisses alémaniques de l'époque Bäckerei Zurrer de Kurt Früh.
En 1958, il fonde avec Louis Gaulis, Philippe Mentha et Pierre Barrat le « Théâtre de Carouge » qui s'installe dans la salle Cardinal-Mermillod, une ancienne chapelle désaffectée, située 32, rue Jacques-Dalphin. La première a lieu le 30 janvier 1958 : il s'agit de La Nuit des Rois, de Shakespeare, mise en scène par François Simon qui devient le premier directeur du théâtre. La dernière représentation du Théâtre de Carouge à la salle Cardinal-Mermillod a lieu neuf ans plus tard, le 1er avril 1967 : la pièce jouée est Le Serviteur absolu, de Louis Gaulis. Un bal a lieu au théâtre le lendemain (sur invitation), juste avant la destruction du bâtiment.
Dès 1967, il devient acteur indépendant et joue à Montréal dans le rôle principal de la pièce de Max Frisch, La Muraille de Chine, qui reçoit un très bon accueil.
En 1969, il perd sa femme Jutta. En cette même année, il tient le rôle principal du film Charles mort ou vif, réalisé par Alain Tanner : François Simon, qui était jusque-là surtout actif au théâtre et n'était apparu qu'occasionnellement au cinéma, entame après ce film une carrière plus soutenue au grand écran. Dans les années qui suivent, il tourne sous la direction de cinéastes comme André Cayatte, Francesco Rosi et Patrice Chéreau.
François Simon a eu deux enfants, Maya Simon (actrice et réalisatrice) et Martine Simon (qui joue dans le film Mourir d'aimer en compagnie de son père).
Il se remarie plus tard avec Ana Giugariu, née Ana Stanica le 21 juin 1938, une écrivaine et cinéaste roumaine.
Au théâtre, il n'a voulu jouer que les plus grands auteurs : Shakespeare, Pirandello, Tchekov, Beckett, Goldoni, Dürrenmatt, etc.
Lors de sa mort en 1982, le Conseil administratif de la ville de Genève refuse, par trois voix contre deux, son enterrement au cimetière des Rois (le panthéon de la ville de Genève). En 1989, le Conseil revient sur sa décision, à la suite de l’action ininterrompue de sa veuve Ana Simon qui obtient gain de cause : sa dépouille est transférée de Carouge à Genève où il repose désormais avec sa première épouse Jutta Simon (dont le nom n'est pas mentionné sur la tombe), au côté de l'écrivain argentin Jorge Luis Borges.

## Théâtre
- 1941 « La Compagnie des cinq », groupe de jeunes comédiens
- 17 avril 1952 « L'Histoire du soldat »
- Théâtre de Carouge ouverture en janvier 1958
- 1962 : Réussir à Chicago de Walter Weideli
- 1964 : Le Banquier sans visage, chronique des temps qui changent de Walter Weideli, mise en scène Jean Vilar, Grand Théâtre de Genève
- 1968 : Thomas More ou l'homme seul de Robert Bolt, mise en scène William Jacques, Théâtre des Célestins
- 1973 : Toller de Tankred Dorst, mise en scène Patrice Chéreau, TNP Villeurbanne
- 1974 : Toller de Tankred Dorst, mise en scène Patrice Chéreau, Théâtre national de l'Odéon
- 1975 : Lear d'Edward Bond, mise en scène Patrice Chéreau, TNP Villeurbanne, Théâtre national de Belgique, Théâtre national de l'Odéon
- 1977 : Loin d’Hagondange de Jean-Paul Wenzel, mise en scène Patrice Chéreau, Théâtre de la Porte-Saint-Martin

## Filmographie
- 1936 : Sous les yeux d'Occident de Marc Allégret
- 1939 : Circonstances atténuantes de Jean Boyer
- 1951 : Quatre dans une jeep - (Die vier un jeep) de Leopold Lindtberg
- 1957 : Le Fils du boulanger - (Bäkerei Zürrer) de Kurt Früh
- 1958 : Les Jeux dangereux  de Pierre Chenal
- 1969 : Charles mort ou vif d'Alain Tanner : Charles Dé
- 1969 : Le Champignon de Marc Simenon
- 1970 : Le Fou de Claude Goretta : Georges Plond
- 1970 : Le Jour de noces de Claude Goretta
- 1971 : Mourir d'aimer d'André Cayatte : M.Leguen
- 1971 : Où est passé Tom ? de José Giovanni
- 1971 : La Salamandre d'Alain Tanner
- 1972 : Corpo d'amore de Fabio Carpi
- 1973 : L'Invitation de Claude Goretta : Emile
- 1974 : Président Faust de Jean Kerchbron : Le Diable"
- 1974 : L'Amante végétale de Jean Valmont - court métrage
- 1975 : La Mort du directeur du cirque de puces - (Der tod des flohzirkusdirectors) de Thomas Koerfer
- 1975 : La Chair de l'orchidée  de Patrice Chéreau : Joszef Berekian
- 1976 : Pas si méchant que ça de Claude Goretta - scène coupée au montage -
- 1976 : Lumière  de Jeanne Moreau : Grégoire
- 1977 : Exil de Ana Simon
- 1977 : La Vocation suspendue de Raoul Ruiz
- 1977 : Violanta de Daniel Schmid
- 1978 : Alzire, ou le nouveau continent de Thomas Koerfer : Voltaire
- 1978 : Judith Therpauve de Patrice Chéreau : Claude Hirsch-Balland'
- 1979 : Le Christ s'est arrêté à Eboli (Cristo si è fermato a Eboli) de Francesco Rosi : le curé, Don Traiella
- 1980 : La Femme flic d'Yves Boisset : Dr Godiveau
- 1982 : Le Quatuor Basileus (Il quartetto Basileus) de Fabio Carpi
- 1991 : Récréations de Claire Simon, documentaire, voix uniquement

## Télévision
- 1969 : Vivre ici de Claude Goretta
- 1971 : Arsène Lupin saison 1 épisode 10: M. Aldo Bonatti
- 1972 : Les Gens de Mogador de Robert Mazoyer : Alfred Angellier
- 1975 : Les Grands Détectives, épisode : La Lettre volée d'Alexandre Astruc, d'après Edgar Allan Poe. : Le préfet de police
- 1979 : Les Chemins de l'exil ou les dernières années de Jean-Jacques Rousseau de Claude Goretta (TV) : Jean-Jacques Rousseau
- 1980 : Marie de Bernard Sobel

## Films l'évoquant
- François Simon - La présence, de Ana Simon et Louis Mouchet
- Simon, père et fils (1995), réalisation de Michel Boujut et Ana Simon